# Mathieu Valverde
Mathieu Valverde (* 14. května 1983, Montreuil) je francouzský fotbalový brankář, který momentálně působí v kyperském klubu Anorthosis Famagusta.

## Klubová kariéra
Mathieu Valverde působil ve Francii v klubech Girondins Bordeaux, US Boulogne, Toulouse FC a Olympique Lyon. V Bordeaux dělal brankářskou trojku za francouzským reprezentačním brankářem Ulrichem Ramé a Frédéricem Rouxem. Po odchodu Rouxe se posunul na místo dvojky. 8. listopadu 2008 v zápase Ligue 1 proti AJ Auxerre se v průběhu utkání ve 43. minutě zranil po střetu s protihráčem a byl odvezen do nemocnice, zápas dochytal debutant Kévin Olimpa. Bordeaux vyhrálo 2:0.
Valverde vyhrál s klubem Ligue 1 (v sezóně 2008/09) a dvakrát Coupe de la Ligue (francouzský ligový pohár v sezónách 2006/07 a 2008/09).
24. července 2009 jej z Bordeaux získal klub US Boulogne, který potřeboval řešit otázku na brankářskem postu (měl zraněné brankáře).
Obdobná situace nastala i v létě 2011, kdy jej angažoval Lyon, jenž měl zraněné rezervní brankáře Rémyho Vercoutra a Anthony Lopese. Valverde kryl záda jedničce týmu Hugo Llorisi.